# Illégitime (film)
Pour les articles homonymes, voir Illégitime (homonymie).
Pour plus de détails, voir Fiche technique et Distribution.
Illégitime est un film dramatique franco-polono-roumain réalisé par Adrian Sitaru, sorti en 2016.

## Synopsis
Lors d'un repas de famille, Sasha, Cosma et Roméo reprochent à leur père Victor son passé anti-avortement durant la période Ceaușescu. D'autres tensions apparaissent dans la famille du fait de la relation incestueuse entre les jumeaux Sasha et Roméo.

## Fiche technique
- Titre : Illégitime
- Titre original : Ilegitim
- Réalisation : Adrian Sitaru
- Scénario : Adrian Sitaru et Alina Grigore[1]
- Musique : The Amsterdams
- Montage : Théo Lichtenberger et Mircea Olteanu
- Photographie : Adrian Silisteanu et Alexandru Timosca
- Décors : Elena Manea
- Costumes : Elena Manea
- Production : Anamaria Antoci
- Sociétés de production : Domestic Film et Film Produkcja
- Distribution : Damned Distribution WP:Notoriété des personnes
- Pays d'origine :  Roumanie,  France et  Pologne
- Durée : 89 minutes
- Genre : drame
- Dates de sortie :
  - Allemagne : 13 février 2016
  - France : 8 juin 2016

## Distribution
- Alina Grigore : Sasha Anghelescu
- Adrian Titieni : Victor Anghelescu, le père
- Robi Urs : Romeo Anghelescu, le frère jumeau de Sasha
- Bogdan Albulescu : Cosma Anghelescu
- Cristina Olteanu : Gilda Anghelescu
- Miruna Dumitrescu : Julie
- Liviu Vizitiu : Bogdan
- Mihaela Perianu : Ema Nedela

## Appréciation critique
Pour Laurent Djian de L'Express, c'est un film « qui s'interroge sur la morale [...] (et) sur le temps. Ce temps qui, selon notre vécu, l'état et l'évolution de la société, modifie notre point de vue et notre perception des choses. ». 
Pour Serge Kaganski des Inrockuptibles, « Adrian Sitaru est un cinéaste aussi courageux que talentueux. Il est très bon pour faire monter en mayonnaise un conflit familial à coups de plans-séquences et de longs dialogues qui grimpent en intensité (un peu à la Pialat, ou à la Puiu donc), laissant sa chance à chaque personnage, mais il parvient surtout à défendre le couple incestueux, à nous faire prendre parti pour lui sans pour autant nous faire adhérer à la pratique de l’inceste. La question de Sitaru ne consiste pas à promouvoir ou condamner un principe général, mais à défendre la liberté et le quant-à-soi de deux individus, même si leur relation remet en cause nos propres règles. Il arrive que la pulsion amoureuse d’un être ne coïncide pas avec la morale commune, mais dès lors que ce désir “illégitime” ne cause aucun tort à autrui, qui sommes-nous pour juger ? On retrouve là un peu de la vision renoirienne du “chacun a ses raisons”. ».
Pour Mathilde Blottière de Télérama, « dès les premières minutes de ce film où les noms d'oiseaux (et les baffes) transforment un sympathique repas de famille en cauchemar, on pense au cinéma réaliste et rageur du réalisateur d'À nos amours. À son art de mettre en scène la violence et la grâce... [...] Sujet impossible, budget zéro, une seule prise pour chaque scène : on ne peut pas dire qu'Adrian Sitaru ait choisi la facilité. Cette accumulation de contraintes plus ou moins choisies donne un film tendu et complexe dont l'étrange dénouement semble ouvrir sur un nouveau récit, aussi ambigu que le premier. Le principal tour de force du réalisateur est de filmer, alors, une histoire d'amour dont l'évidence finit (presque) par nous faire oublier la transgression. ».
Pour Laurent Djian de L'Express, Illégitime  est « un film intelligent, inconfortable, et qui s'inscrit durablement dans les mémoires [...] (où) le cinéaste s'abstient de juger ses personnages. Au risque, bien sûr, d'installer un malaise, de bousculer nos certitudes. Tant mieux. Son film, en fait, s'interroge sur la morale. Le père, au début (et à la toute fin), disserte sur le temps. Ce temps qui, selon notre vécu, l'état et l'évolution de la société, modifie notre point de vue et notre perception des choses. ».

## Distinctions
- Festival international du film francophone de Namur 2016 : 
  - Bayard d’Or du meilleur scénario
  - Meilleur comédien pour Adrian Titieni